# Wojciech Serafin
Wojciech Serafin (ur. 20 czerwca 1978 w Brzegu) – trener siatkówki, były siatkarz, grający na pozycji przyjmującego i libero, reprezentant Polski.
Jego syn Sergiusz, również jest siatkarzem. Gra na pozycji rozgrywającego. Od sezonu 2025/2026 będzie zawodnikiem francuskiej klubu grającego w najwyższej klasie rozgrywkowej we Francji w Chaumont VB 52 Haute-Marne.

## Kariera siatkarska
Od początku kariery zawodniczej związany z polskimi klubami: Mostostalem Azoty ZAKS-ą Kędzierzyn-Koźle, Ivett Jastrzębiem Borynią, Delectą Bydgoszcz i Treflem Gdańsk, w którym w sezonie 2011/2012 występował na pozycji libero.
Reprezentant Reprezentacji Polski Juniorów w latach 1994-1999.
W seniorskiej Reprezentacji Polski występował na pozycjach przyjmującego oraz libero w latach 2002-2003. Uczestnik mistrzostw świata w roku 2002, wystąpił wówczas w meczu z Chorwacją (3:0).

## Kariera trenerska
Po zakończeniu kariery zawodniczej, w latach 2012–2017 pełnił funkcję II trenera LOTOS-u Trefl Gdańsk. W latach 2014–2017 w tej drużynie pełnił funkcję II trenera i asystenta Andrei Anastasiego.
Od maja 2016 roku prowadził reprezentację Polski siatkarzy do lat 23. Po wygranych kwalifikacjach do Mistrzostw Świata w Egipcie ze względu na klubowe obowiązki zrezygnował z prowadzenia reprezentacji U-23, został zastąpiony przez Dariusza Daszkiewicza.
Przed sezonem 2017/2018 został szkoleniowcem występującego w PlusLidze Dafi Społem Kielce. Funkcję tę pełnił do grudnia 2017 roku.
W sezonie 2018/2019 pełnił funkcję menadżera w ZAKS-ie Kędzierzyn Koźle.
W sezonie 2019/2020 pełnił funkcję drugiego trenera Asseco Resovii Rzeszów, przy boku Piotra Gruszki, a następnie Emanuele Zaniniego. Po zwolnieniu Piotra Gruszki, a przed zatrudnieniem Zaniniego samodzielnie prowadził drużynę w dwóch meczach.
Następnie trenował kobiecy zespół Grupę Azoty Roleski PWSZ Tarnów, z którego został zwolniony w lutym 2021. Od sezonu 2021/2022 jest szkoleniowcem MKS-u Będzin.

## Jako siatkarz

### Sukcesy klubowe
Mostostal Azoty Kędzierzyn Koźle
Mistrzostwo Polski:
- 1998, 2000, 2001, 2002, 2003
- 1997, 1999

Puchar Polski:
- 2000, 2001, 2002

Puchar CEV:
- 2000

Liga Mistrzów:
- 2003

Ivett Jastrzębie Borynia
Mistrzostwo Polski:
- 2004

Trefl Gdańsk
Mistrzostwo I ligi:
- 2008

## Jako asystent trenera

### Sukcesy klubowe
Trefl Gdańsk
Puchar Polski:
- 2015

PlusLiga:
- 2015

Superpuchar Polski:
- 2015

## Jako I trener

### Sukcesy klubowe
MKS Będzin
I liga:
- 2024[17]
- 2022, 2023[18]